# Brittatorp
Brittatorp is een plaats in de gemeente Växjö in het landschap Småland en de provincie Kronobergs län in Zweden. De plaats heeft 99 inwoners (2005) en een oppervlakte van 14 hectare. De plaats ligt aan het Brittatorpaviken een baai van het meer Innaren voor de rest bestaat de directe omgeving van de plaats voornamelijk uit landbouwgrond en bos. De stad Växjö ligt ongeveer twintig kilometer ten zuidwesten van het dorp.